# Fort cytadelowy 33 „Krakus”
Fort 33 Krakus – fort należący do Twierdzy Kraków. Powstał w latach 1854–1857. Znajdował się w pobliżu Kopca Krakusa. Styl fortu był zbliżony do stylu staroangielskiego i był bardzo podobny do zachowanego do dzisiejszych czasów drugiego fortu okalającego kopiec w Krakowie, czyli Fortu 2 „Kościuszko”, okalającego Kopiec Kościuszki.

Fort 33 Krakus zburzono w 1933 roku w czasie przystąpienia do prac archeologicznych na Kopcu Krakusa, zaś koszary rozebrano po II wojnie światowej, w 1954. Zachowany jest zarys fos i wału. W 2014 roku w czasie remontu Kopca i terenów do niego przylegających, zrekonstruowano częściowo wapiennymi kamieniami zarys muru w stylu reliktów fortu. Teren obiektu dostępny jest dla zwiedzających, znajduje się tam obecnie łąka pod Kopcem Krakusa.

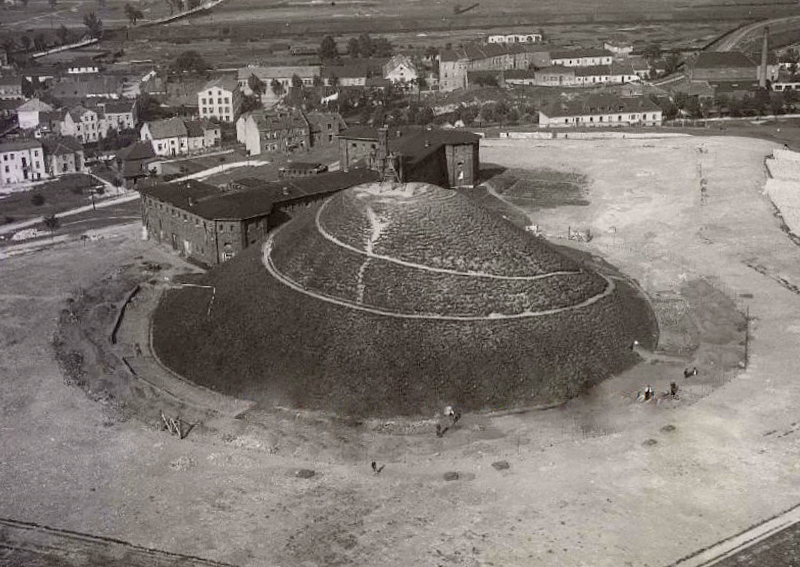
Kopiec Krakusa i pozostałość fortu, 1932
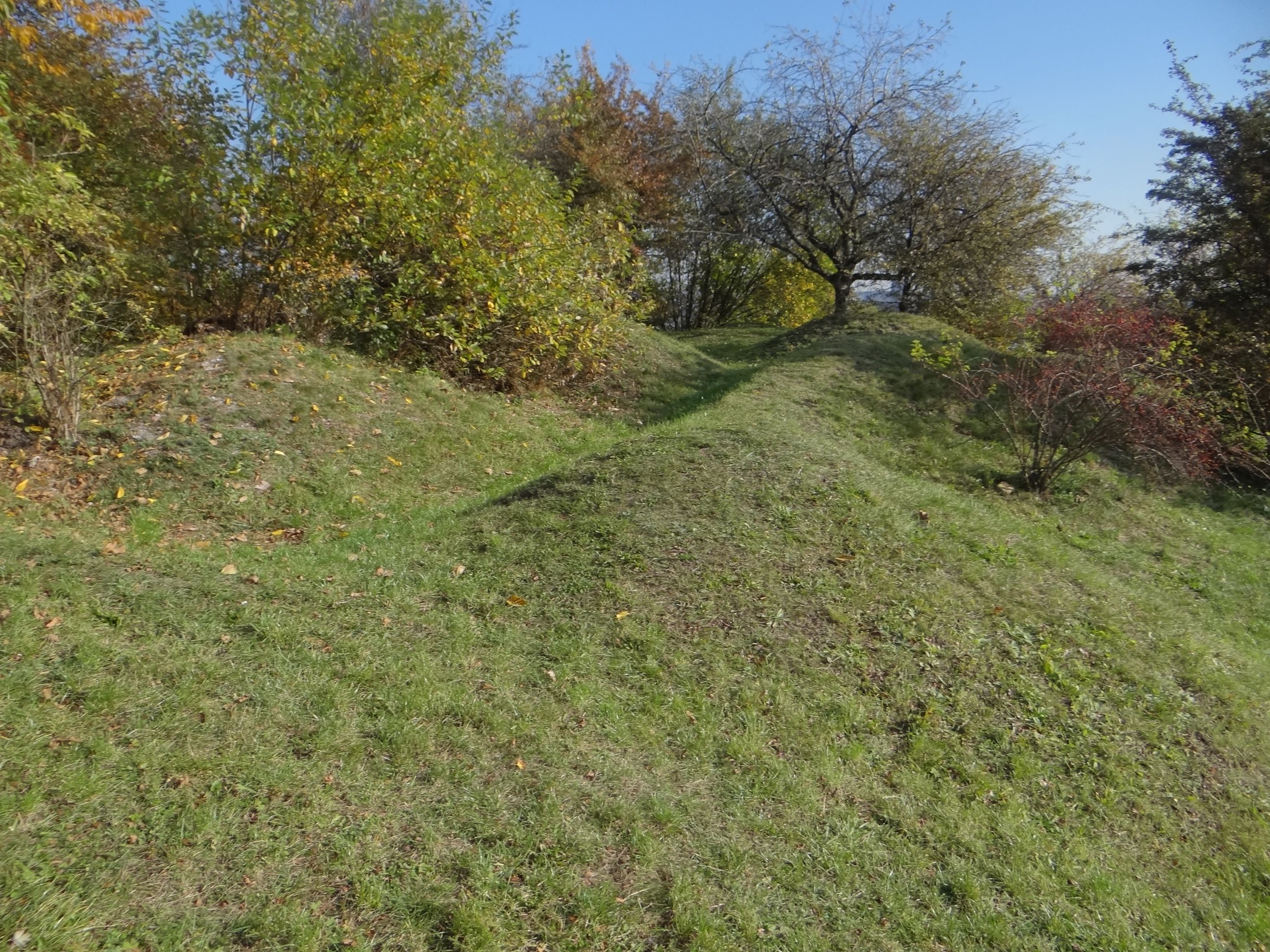
Pozostałości suchej fosy
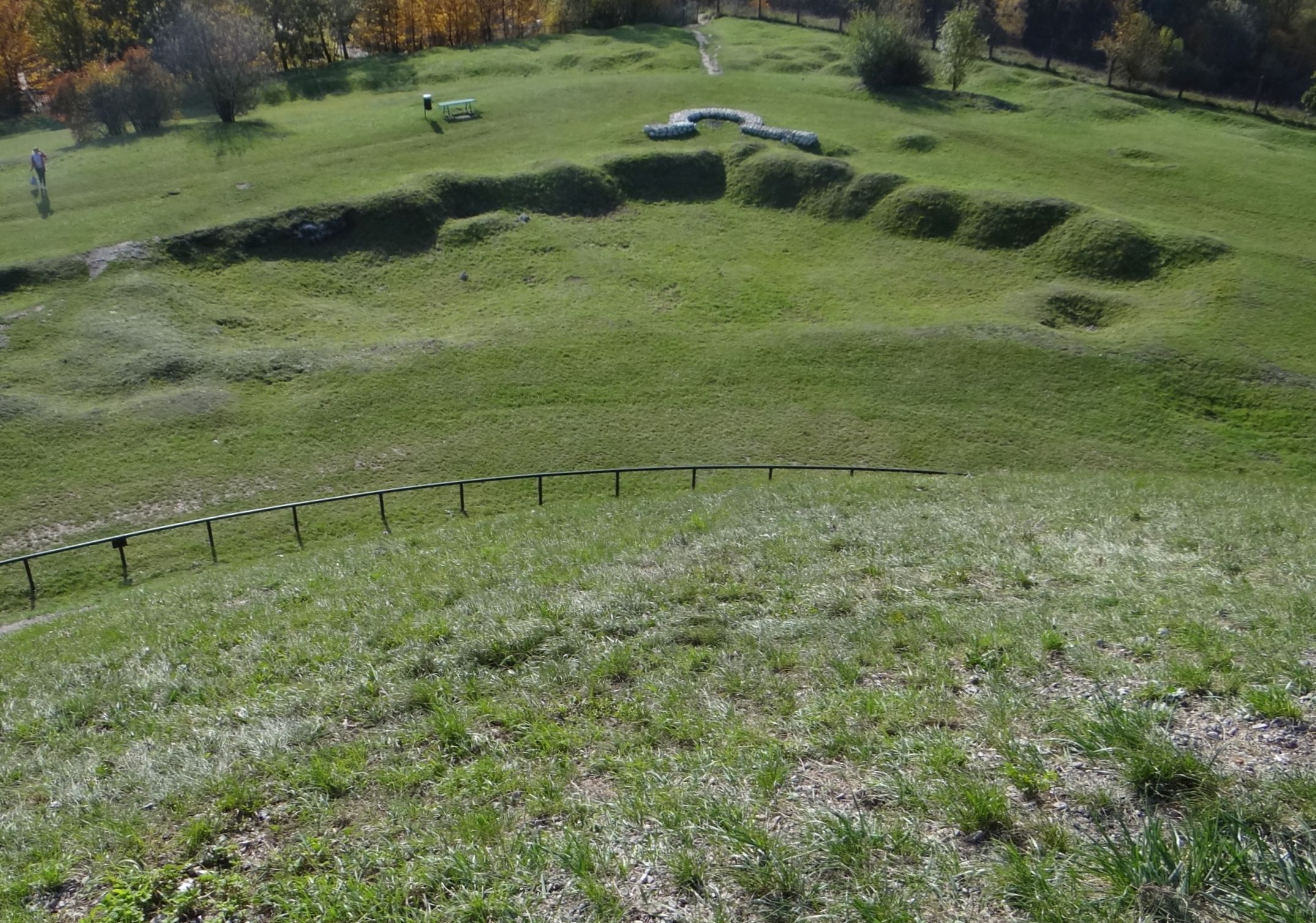
Pozostałości fortu
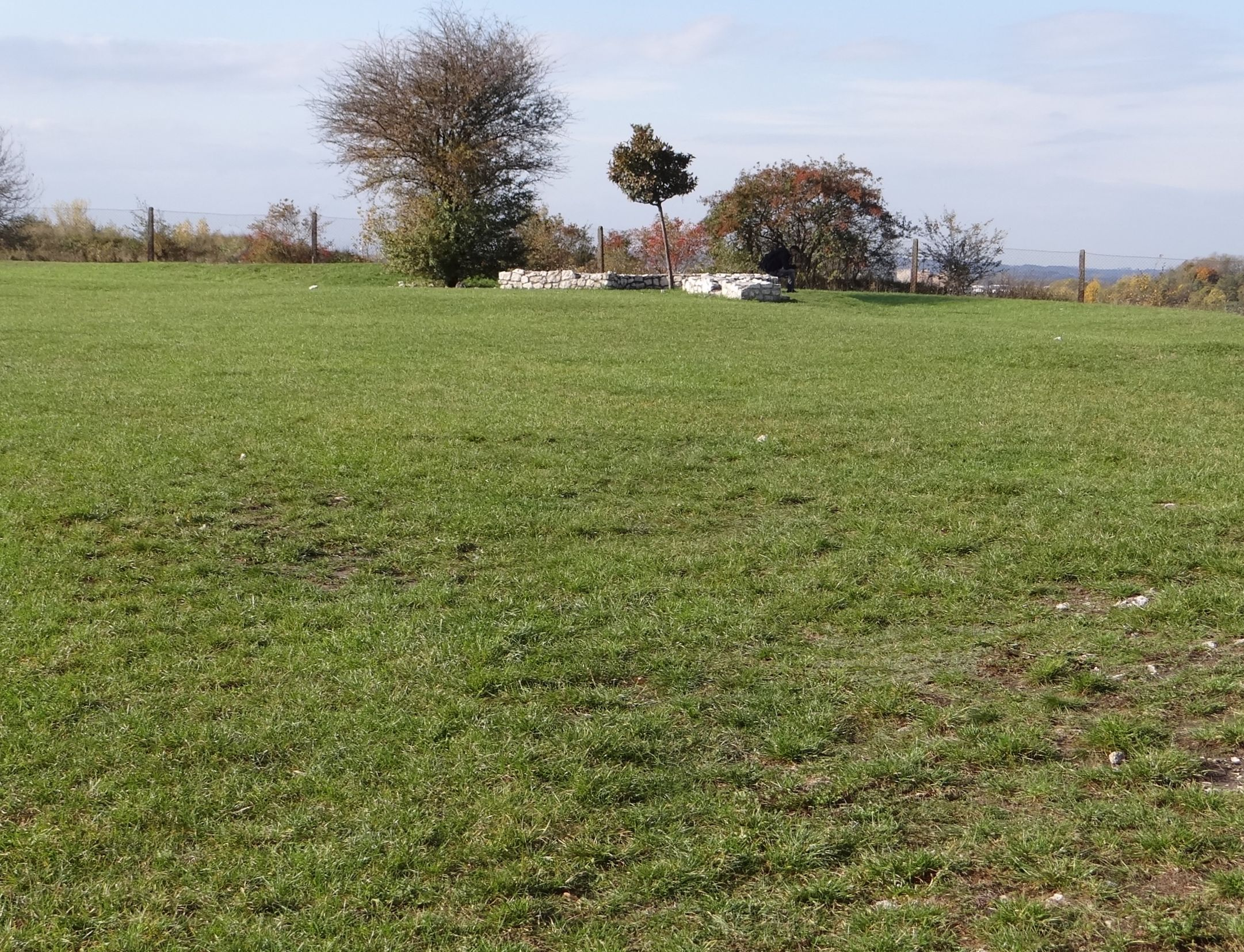
Zrekonstruowany fragment muru
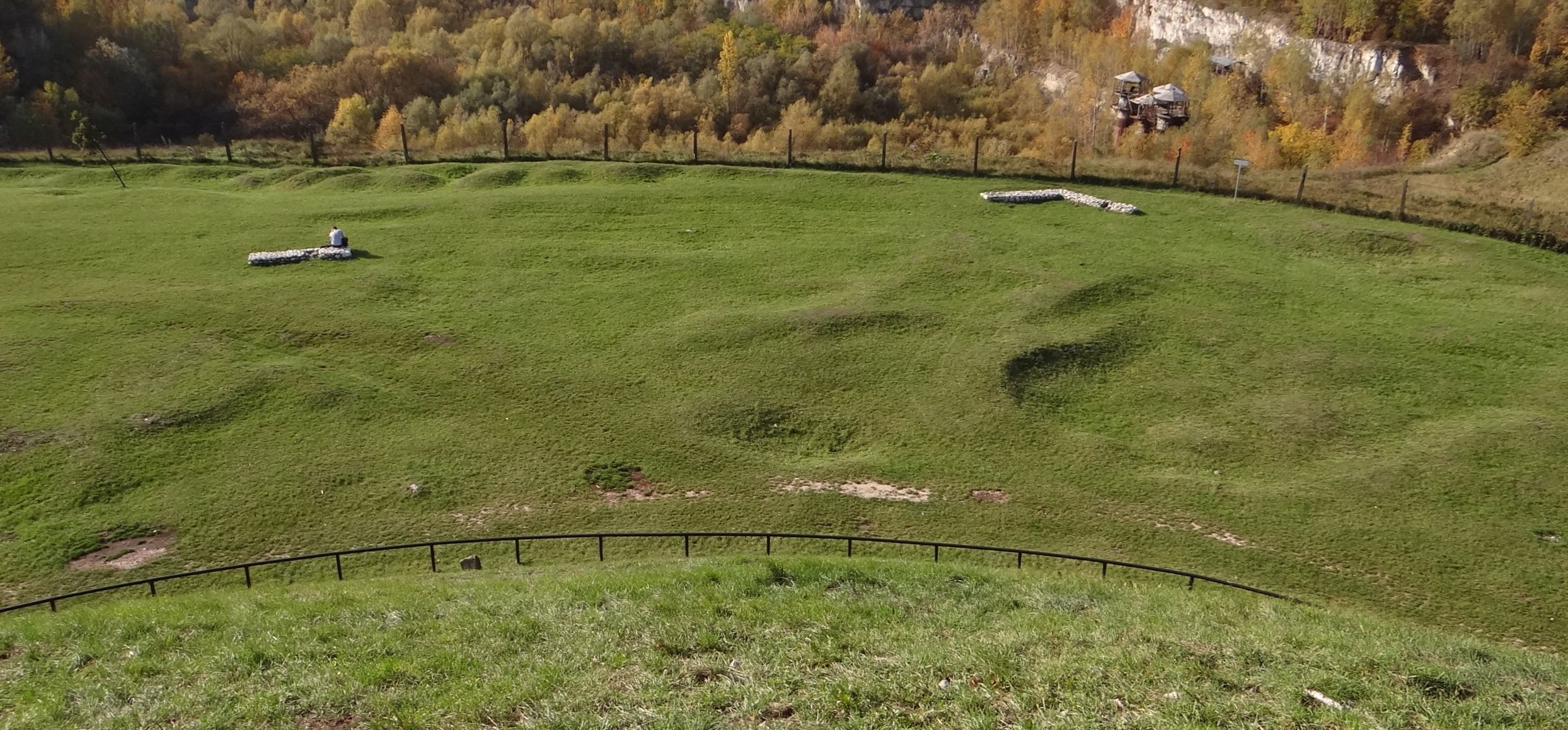
Pozostałości fortu